# Lea Antonoplis
Lea Antonoplis-Inouye (West Covina, 20 gennaio 1959) è un'ex tennista statunitense.

## Carriera
In carriera ha vinto 4 titoli di doppio. Nei tornei del Grande Slam ha ottenuto il suo miglior risultato raggiungendo il quarto turno in singolare a Wimbledon nel 1977.

## Statistiche

### Doppio

#### Vittorie (4)
| Numero | Anno | Torneo                                       | Superficie | Compagna       | Avversarie in finale            | Punteggio     |
| 1.     | 1979 | Canada Open, Toronto                         | Cemento    | Diane Evers    | Chris O'Neil Mimi Wikstedt      | 2-6, 6-1, 6-3 |
| 2.     | 1983 | Virginia Slims of Indianapolis, Indianapolis | Cemento    | Barbara Jordan | Rosalyn Fairbank Candy Reynolds | 5–7, 6–4, 7–5 |
| 3.     | 1983 | Virginia Slims of Pennsylvania, Hershey      | Cemento    | Barbara Jordan | Sherry Acker Ann Henricksson    | 6–3, 6–4      |
| 4.     | 1986 | Taiwan Open, Taipei                          | Sintetico  | Barbara Gerken | Gigi Fernández Susan Leo        | 6–1, 6–2      |